# Vlekrugtroepiaal
De vlekrugtroepiaal (Icterus pustulatus) is een zangvogel uit de familie Icteridae (troepialen).

## Verspreiding en leefgebied
Deze soort komt wijdverspreid voor in Midden-Amerika en telt 8 ondersoorten:
- Icterus pustulatus microstictus: noordwestelijk Mexico.
- Icterus pustulatus pustulatus: van Colima tot noordelijk Oaxaca, Puebla en Veracruz (zuidwestelijk Mexico).
- Icterus pustulatus graysonii: Tres Marias eiland (nabij westelijk Mexico).
- Icterus pustulatus formosus: van Oaxaca en Chiapas (zuidelijk Mexico) tot noordwestelijk Guatemala.
- Icterus pustulatus maximus: Rio Negro-vallei (het noordelijke deel van Centraal-Guatemala).
- Icterus pustulatus alticola: van Guatemala tot noordoostelijk Honduras.
- Icterus pustulatus pustuloides: San Miquel (het oostelijke deel van Centraal-El Salvador).
- Icterus pustulatus sclateri: van zuidelijk El Salvador tot Costa Rica.